# Червинели (Кјети)
Червинели (итал. Cervinelli) је насеље у Италији у округу Кјети, региону Абруцо.
Према процени из 2011. у насељу је живело 19 становника. Насеље се налази на надморској висини од 304 м.